# Roberto Segre
Roberto Segre (Milão, 1934 - Niterói, 10 de março de 2013) foi um arquiteto, crítico e historiador da arquitetura da América Latina.

## Vida e obra
Nascido em Milão, emigrou para a Argentina em 1939, onde se graduou pela Faculdade de Arquitetura e Urbanismo da Universidade de Buenos Aires (1960).
Em 1963 passou a ministrar aulas de história da arquitetura na Faculdade de Arquitetura e Urbanismo de Havana, Cuba, quando escreveu "Arquitetura e Urbanismo da Revolução Cubana". Em 1994 passou a lecionar no Programa de Pós-graduação em Urbanismo da Faculdade de Arquitetura e Urbanismo da Universidade Federal do Rio de Janeiro (PROURB/UFRJ). Em 2007, recebeu o diploma de Doutor Honoris Causa no Instituto Superior Politécnico de Havana, Cuba (ISPJAE).
Foi assessor da UNESCO e, para esta instituição, teve a responsabilidade de organizar o livro "América Latina en su Arquitectura" (1975). Em 1985 obteve a bolsa Guggenheim de Nova York para estudar a arquitetura antilhana, e elaborou o livro "Arquitectura Antillana del Siglo XX" (2004). Publicou mais de 35 livros e 400 ensaios sobre arquitetura e urbanismo da América Latina e Caribe.
No dia 10 de março de 2013, o arquiteto, crítico e historiador da arquitetura Roberto Segre teve sua rotineira caminhada matinal aos domingos interrompida ao ser atropelado por uma motocicleta. Levado ainda vivo ao hospital de Niterói, Segre não resistiu aos gravíssimos traumas do acidente e faleceu.

## Publicações
- America Latina en su arquitectura; México: Siglo XXI Editores, 1975
- Arquitetura e Urbanismo da Revolução Cubana; São Paulo: Nobel, 1987
- America Latina Fim de Milênio, Raizes e Perspectivas de Sua Arquitetura; São Paulo: Nobel, 1991
- Arquitectura Antillana del Siglo XX; Bogotá: Universidad Nacional de Colombia, 2003
- Brasil - Jovens Arquitetos; Rio de Janeiro: Editora Viana & Mosley, 2004
- Guia da arquitetura contemporânea; Rio de Janeiro: Viana & Mosley, 2005
- Geografia e Geometria na América Latina: Natureza, Arquitetura e Sociedade; São Paulo: Memorial da América Latina, 2005
- Casas Brasileiras. Brazilian Houses; Rio de Janeiro: Editora Viana & Mosley, 2006